# سهل بست كز
 سهل بست كز  بفتح السين والهاء، وسكون اللام، وفتح الباء والسين وسكون التاء وكسر الكاف والزاى، سهل زراعي مشهور. (بالفارسية:  پشتخه بست گز (دشت) ) بالإنجليزية:Bust Gez Plain)، سهل واسع في جنوب ناحية كوخرد في ناحية كوخرد، يقع ضمن سلسلة جبال جبل زیر أي (كوه زير)، تابع لناحية كوخرد  (بالفارسية: بخش كوخرد) من توابع مدينة بستك في محافظة هرمزگان في جنوب إيران. هو سهل حصوي، وأرض واسعة بالجنوب الغربي من بلدة كوخرد بمسافة 11 كيلومتراً. يقع في غرب سد بست كز.هذه السهول المترامية الأطراف يملكها قبيلة حاجی جعفر گپ آل جعفر الكرام، تقع في الشمال الغربي على منبسط امتداد «وادي بست كز» وفي اتجاه مسالك الطرق التي تشق السهول (اوه شيرينو) واستراحة روضه في سلسلة جبل زیر (جبال الجنوب) في ناحية كوخرد العامرة.

## سهل بست كز الواسع
«سهل بست كز» سهل منبسط خصب يقع في محافظة هرمزغان في المنطقة الوسطى من ناحية كوخرد بين جبال الجنوب المسمى بـ جبل زیر. وهو سهل واسع يتخللها بعض الأودية والهضاب الصغيرة.

## المناخ
المناخ متوسطي شبه جاف يتميز بالصيف الطويل الجاف والهواء الساخن شحيح الرطوبة والشتاء واضح البرودة ومتعدد الأمطار بينما الربيع معتدل مع أمطار متقطعة.

## الحيات البرية في سهل بست كز
يوجد في «سهل بست كز» حيوانات وحياة برية مختلفة كـ الغزال والثعلب والآرنب، والقنفذ بأنواعها، كذلك يوجد في سهل بست كز طيور برية مختلفة كـ الأدرج والقمري والحجل والدراج والصفرد وهدهد وحمام البري المطوق والأسرد والقطا والحجل الرملي وفاختة النخيل وحمامة الغابة والقبرة الصحراوية والكروان الصحراوي وملهى الرعيان، والأشجار المختلفة، نذهب الآن إلي هذه الأرض الجميلة للتمتع بملامحها الطبيعية. تقع أرض «بست كز» وسدها الشهير ما بين هضبتين محاطة بغابة كثيفة من الأشجار السلم)(1) والسمر (2) السدر (3) والطلح (4) والنادر (5) والغاف (6) القرظ(7) وغير ذلك، وكذلك مجموعة كبيرة من الطيور المحلية تعشش على أغصان هذه الأشجار من مواسم التزاوج، خصوصاً في فصلي الربيع والصيف.

## معرض الصور

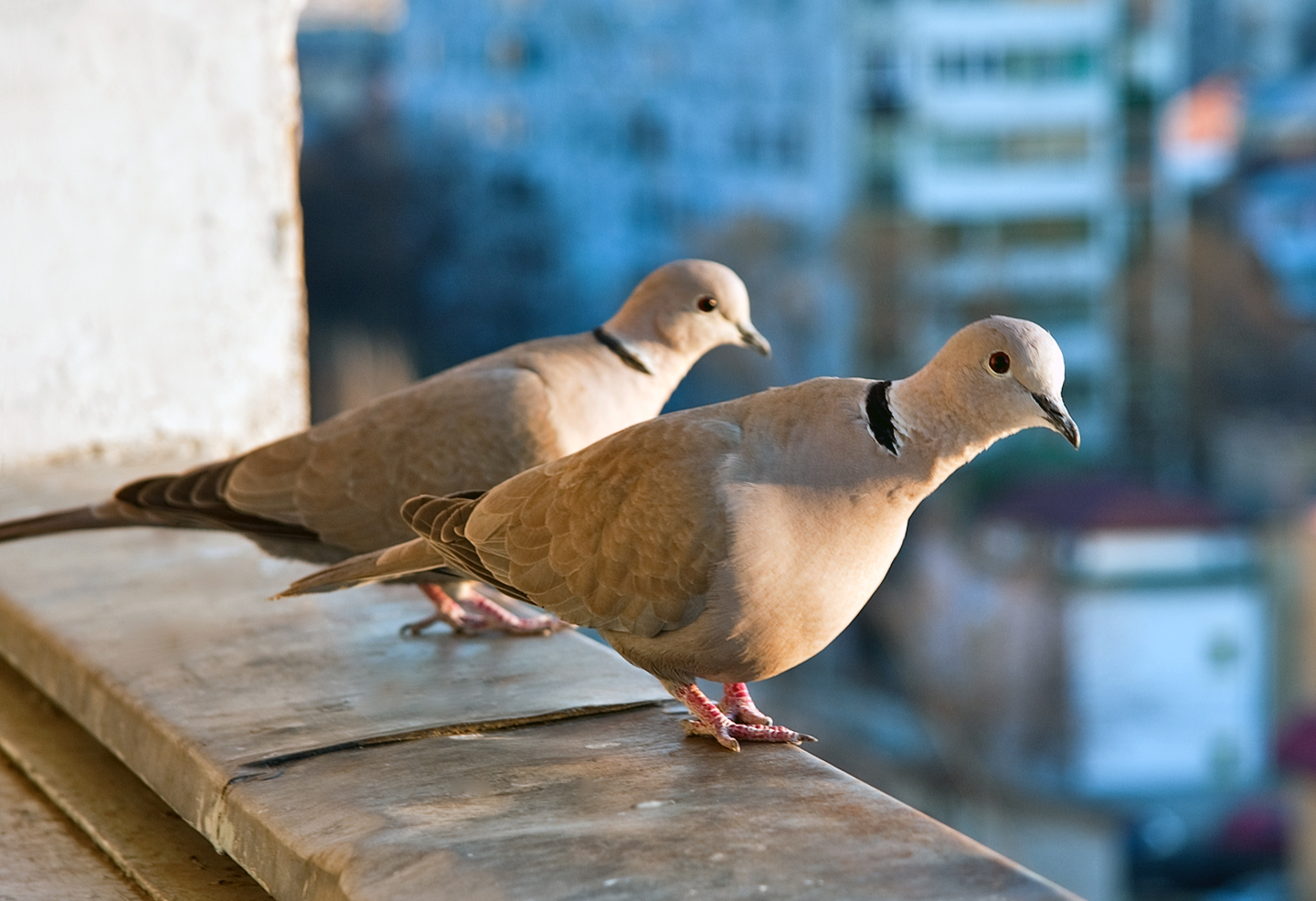
يمامة مطوقة
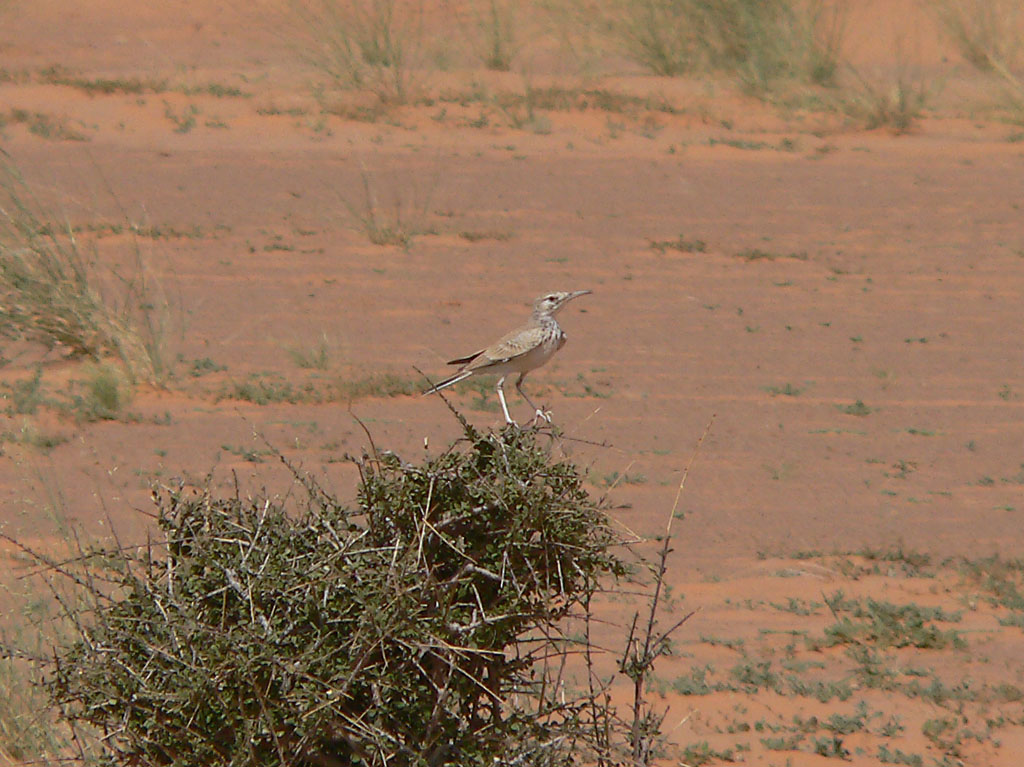
سهل بست كز

## وصلات خارجية
- سد بست كز
- سهل أوه شیرینو
- استراحة روضه
- جبال الناخ
- جبل دسك
- جبل خآب
- لمبير ملكي
- سهل

## أنواع السهول
- سهل داخلي
- سهل ساحلي